# Петимата велики воини
Петимата велики воини е роман на австралийския писател Матю Райли. Той е третата част в поредицата за Джак Уест-младши след Седемте смъртоносни чудеса и Шестте свещени камъка. Книгата е издадена на 20 октомври 2009 г. в Австралия.